# Kendari
Kendari è una città posta sulla costa sud orientale della grande isola di Celebes, detta Sulawesi in lingua locale.
È il capoluogo della provincia di Sulawesi Sudorientale e con una popolazione al 2010 di 314.812 abitanti è anche una delle maggiori città dell'intera isola.

## Amministrazione

### Gemellaggi
- Kosovska Mitrovica